# Ставка (річка)
Ставка — річка в Україні, у Прилуцькому районі Чернігівської області. Права притока Удаю (басейн Дніпра).

## Опис
Довжина 21 км, похил річки — 1,2 м/км. Площа басейну 132 км².

## Розташування
Бере початок у Сухоярівці. Тече переважно на південний схід і біля Мокляків впадає у річку Удай, праву притоу Сули. 
Населені пункти вздовж берегової смуги: Малківка, Онищенків, Богданівка, Глинщина, Стасівщина, Линовиця, Лутайка, Мохнівка.

## Цікаві факти
- У Линовиці на лівому березі річки розташований парк Якова де Бальмена, а на правому — Живаховський парк.
- Річку перетинають автомобільні дороги Р67 Т 2538.